# Örserums kyrka
Örserums kyrka är en kyrkobyggnad i Örserum i Växjö stift. Den är församlingskyrka i Gränna församling och sköts av en stiftelse.

## Kyrkobyggnaden
År 1937 uppfördes kyrkan efter ritningar av arkitekt Johannes Dahl. Kyrkan har ett torn vid västra sidan och ett utbyggt vapenhus väster om tornet. Det högresta sadeltaket och tornet är täckta med svartmålad plåt.

## Inventarier
- Vid östra väggen står ett altare med träkrucifix snidat av Eva Spångberg.

### Orgel
Orgeln byggdes 1954 av Olof Hammarberg, Göteborg. Den är mekanisk.
| Manual        | Pedal   |
| Gedackt 8’    | Bihängd |
| Principal 4’  |         |
| Rörflöjt 4’   |         |
| Kvintadena 2’ |         |
| Mixtur 2 chor |         |

### Fotnoter
1. ↑  ”Örserums kyrka och församlingsgård”. Vägverket. 1 december 2009. sid. 14. Arkiverad från originalet den 6 januari 2015. https://web.archive.org/web/20150106193956/http://www.trafikverket.se/PageFiles/9026/orserum_mkb_091201_light.pdf. Läst 6 januari 2015.
2. ↑  ”Örserums kyrka och församlingsgård”. Vägverket. 31 mars 2010. sid. 10. Arkiverad från originalet den 6 januari 2015. https://web.archive.org/web/20150106194032/http://www.trafikverket.se/PageFiles/9026/arbetsplan_orserum_100412.pdf. Läst 6 januari 2015.